# Toni Ricciardi
Toni Ricciardi (Atripalda, 20 dicembre 1977) è un politico italiano.

## Biografia
Nasce in Irpinia nel 1977, ma a soli 8 mesi si trasferisce con i genitori a Baar, in Svizzera. Rientra in Italia nel 1992 e dopo essersi laureato in scienze politiche presso l'Università degli Studi di Napoli "L'Orientale" diventa storico delle migrazioni presso l’Università di Ginevra.
Dal 28 ottobre 2019 è il segretario nazionale del PD Svizzera.
Viene eletto in Parlamento per la prima volta nelle elezioni del 2022 nella Circoscrizione Estero - Ripartizione Europa, per il Partito Democratico.